# Cleistanthus sumatranus
Cleistanthus sumatranus är en emblikaväxtart som först beskrevs av Friedrich Anton Wilhelm Miquel, och fick sitt nu gällande namn av Johannes Müller Argoviensis. Cleistanthus sumatranus ingår i släktet Cleistanthus och familjen emblikaväxter. Inga underarter finns listade i Catalogue of Life.